# Phyllonorycter chiclanella
Phyllonorycter chiclanella är en fjärilsart som först beskrevs av Otto Staudinger 1859.  Phyllonorycter chiclanella ingår i släktet guldmalar, och familjen styltmalar.
Artens utbredningsområde är:
- Portugal.
- Spanien.

Inga underarter finns listade i Catalogue of Life.

## Bildgalleri

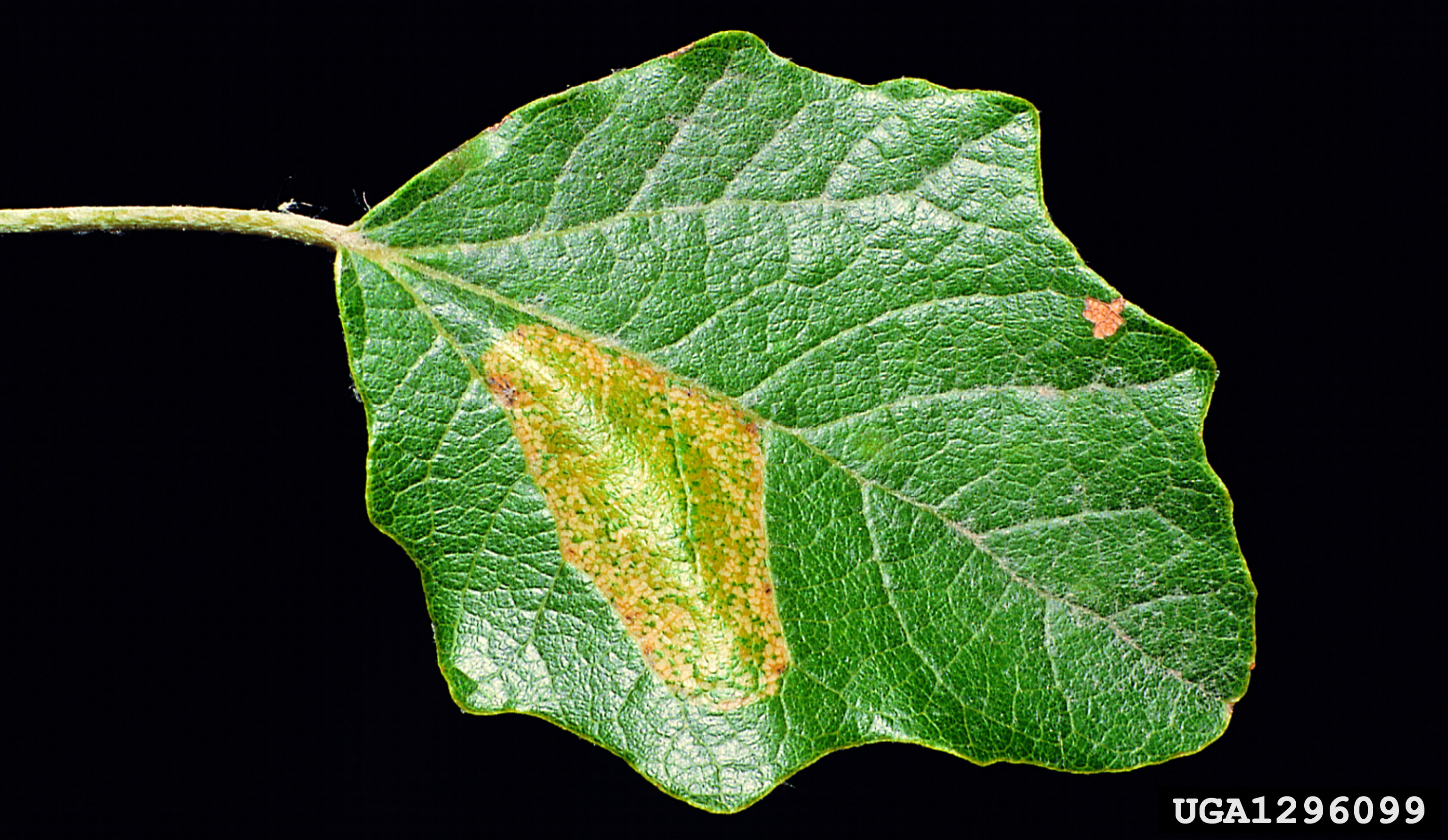